# 固县河
固县河，又称五里河，是淮河上游左岸一条支流，位于河南省南部，发源于泌阳县东南部灰色岭主峰（海拔660米），由黄岗界碑岭入桐柏县境，由北向南经黄岗镇、固县镇，于固县镇东南汇入淮河。全长45公里，流域面积236平方公里。流域内以低山丘陵为主，多年平均降水量1020毫米。